# Ladrilleros (Valle del Cauca)
Ladrilleros es un centro poblado bajo jurisdicción del distrito colombiano de Buenaventura, ubicado en el Corregimiento III - Punta Magdalena. Se encuentra en el área de influencia del parque nacional natural Uramba Bahía Málaga a orillas del océano Pacífico y al norte de bahía Málaga. Es conocido por sus playas, esteros y manglares. Además, de ser unos de los lugares que en Colombia se puede avistar las ballenas jorobadas.

## Vía de comunicación
Cómo llegar: 
Ladrilleros no cuenta con carretera, por lo cual para llegar a este destino se debe llegar al muelle turístico del Buenaventura. De allí se aborda una lancha hasta Juanchaco. El recorrido es de una hora aproximadamente, bordeando el litoral. La lancha lo lleva hasta el muelle de Juanchaco. Si quiere ir a Ladrilleros debe tomar un mototaxi que no toma más de cinco minutos llegar a las playas de Ladrilleros.